# 京都府道202号伏見向日線
京都府道202号伏見向日線（きょうとふどう202ごう ふしみむこうせん）は、京都府京都市伏見区から向日市に至る一般府道である。

## 概要
京都市伏見区京町10丁目から向日市寺戸町に至る。別名、津知橋通（伏見区内）。竹田街道から東へは、拡幅中ではあるが、用地の買収が進まないために道幅が依然狭く、東向きの一方通行となっている。

### 路線データ
- 起点：京都市伏見区京町10丁目（滋賀県道・京都府道35号大津淀線交点）
- 終点：向日市寺戸町（競輪場前交差点、京都府道・大阪府道67号西京高槻線交点）

## 歴史
- 1959年（昭和34年）12月18日 - 京都府が一般府道伏見向日町線を認定。
- 1972年（昭和47年）10月1日 - 向日市の市制に伴い一般府道伏見向日線へ改称。
- 1994年（平成6年）4月1日 - 京都府が整理番号を202へ変更。

## 路線状況

### 別名
- 津知橋通

### 重複区間
- 京都府道801号京都八幡木津自転車道線（京都市伏見区中島河原田町 - 京都市南区上鳥羽塔ノ森上河原）

### 道路施設

#### 橋梁
- 高瀬橋（東高瀬川、京都市伏見区）
- 京川橋（鴨川、京都市伏見区 - 京都市南区）
- 天神橋（西高瀬川、京都市南区）
- 久我橋（桂川、京都市南区 - 京都市伏見区）

## 地理

### 通過する自治体
- 京都府
  - 京都市（伏見区 - 南区 - 伏見区 - 南区） - 向日市

### 交差する道路
| 交差する道路                                        | 市町村名 | 市町村名 | 交差する場所       | 交差する場所          |
| --------------------------------------------------- | -------- | -------- | ------------------ | --------------------- |
| 滋賀県道・京都府道35号大津淀線 / 京町通             | 京都市   | 伏見区   | 京町10丁目         | 起点                  |
| 京都府道120号伏見停車場線                           | 京都市   | 伏見区   | 津知橋町           |                       |
| 京都府道115号伏見港京都停車場線 / 竹田街道          | 京都市   | 伏見区   | 上神泉苑町         | [ 注釈 1 ]            |
| 京都府道115号伏見港京都停車場線 / 竹田街道          | 京都市   | 伏見区   | 鳥羽町             | [ 注釈 2 ]            |
| 国道1号 / 京阪国道                                  | 京都市   | 伏見区   | 中島中道町         | 赤池交差点            |
| 京都府道801号京都八幡木津自転車道線 重複区間起点    | 京都市   | 伏見区   | 中島河原田町       |                       |
| 京都府道801号京都八幡木津自転車道線 重複区間終点    | 京都市   | 南区     | 上鳥羽塔ノ森上河原 |                       |
| 京都府道123号水垂上桂線                             | 京都市   | 伏見区   | 久我石原町         | 久我交差点            |
| 国道171号 大阪府道・京都府道14号大阪高槻京都線 重複 | 京都市   | 南区     | 久世東土川町       | 東土川交差点          |
| 京都府道・大阪府道67号西京高槻線 / 西国街道         | 向日市   | 向日市   | 寺戸町             | 競輪場前交差点 / 終点 |

### 交差する鉄道
- 近鉄京都線
- 東海道新幹線
- 東海道本線
- 阪急京都本線

### 沿線
- 京都市立伏見住吉小学校
- 近鉄京都線 伏見駅
- 伏見竹田郵便局
- 京セラ本社
- パルスプラザ（総合見本市会館）
- 京都銀行 下鳥羽支店
- 京都中央信用金庫 下鳥羽支店
- 塔の森グラウンド
- 誕生寺
- 佐川印刷
- 向日市民体育館
- 向日市立第3向陽小学校
- 向日森本郵便局
- 向日市立第三保育所
- 学校法人京都西山学園 京都西山高等学校
- 乙訓消防組合消防本部 向日消防署
- 京都向日町競輪場